# Thomaskirche (Freiburg-Zähringen)

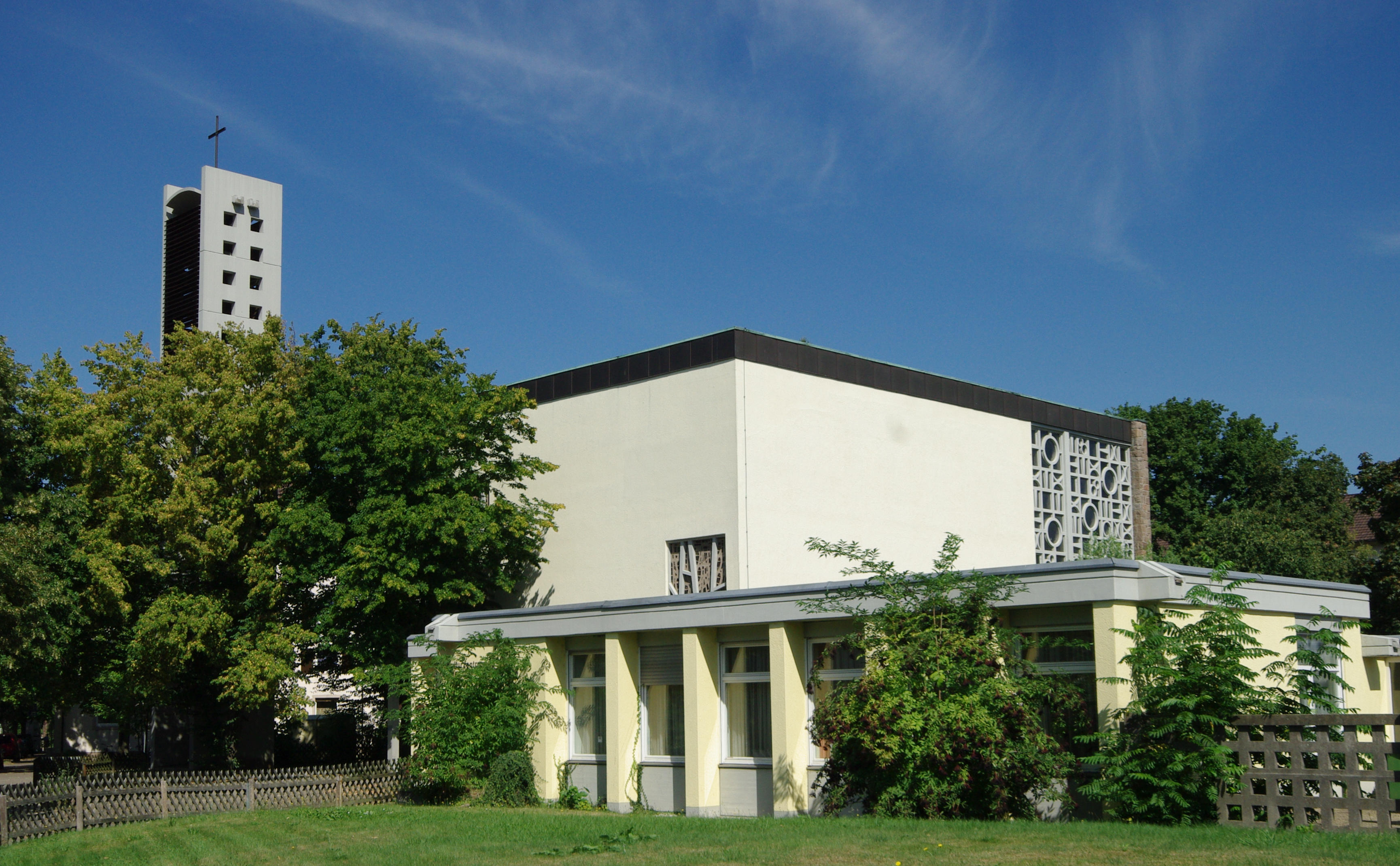
Thomaskirche, Außenansicht

Die Thomaskirche ist die evangelische Kirche im Stadtteil Zähringen von Freiburg im Breisgau. Sie gehört neben der Ludwigskirche zur Pfarrgemeinde Nord der evangelischen Kirche in Freiburg.

## Geschichte
Nach dem Zweiten Weltkrieg wurde durch den Zuzug von Flüchtlingen und Vertriebenen das Pfarrvikariat der Ludwigsgemeinde in Freiburg-Herdern zu groß und daraufhin eine eigene Gemeinde in Zähringen eingerichtet. Für diese wurde ab 1958 eine neue Kirche nach Plänen des Freiburger Architekten Walter Körte (1893–1972) errichtet. Die Einweihung der Kirche erfolgte am 28. November 1959. 
Der freistehende Glockenturm an der Südwestecke des Grundstücks wurde 1961 erbaut. In ihm hängen drei Glocken mit einem Gesamtgewicht von 2925 kg: die große Betglocke, die Thomasglocke und als kleinste die Taufglocke.

## Beschreibung
Die kubische Kirche ist 22,4 Meter lang, 14 Meter breit und 12,5 Meter hoch. Mit angrenzendem Saal hat sie Platz für gut 300 Personen; auf der Empore haben zusätzlich 80 und im Saal, der zur Kirche hin geöffnet werden kann, nochmals 100 Personen Platz. 
Bei der Innenausstattung fällt die raumbreite Altarwand aus hellen Schwarzwaldgranit-Bruchsteinen auf, in die schräg über dem Altar ein künstlerisch gestaltetes Buntglasfenster eingelassen ist. Rechts und links belichten raumhohe aus Betonformsteinen gebildete Klarglasfenster den Altarraum. Der Boden besteht aus schwarzem Schiefer, die übrigen Wände aus sichtbarem, hell verfugtem Backsteinmauerwerk.
Die künstlerischen Betonglasfenster der Kirche wurden von Hugo Körte (1897–1974), dem jüngeren Bruder des Architekten, gestaltet. Das Altarfenster zeigt das Lamm Gottes, die drei Emporenfenster die Motive Hahn, Ähren sowie Die klugen und die törichten Jungfrauen. Weitere Entwürfe wurden nicht realisiert (Öllampen/Jungfrauen, Taube, Fisch, Dornenkrone, Korn und Wein, Heiliggeisttaube). 

## Veränderung
Ab 2020 erfährt das Gemeindezentrum mit Kirche, Saal, Pfarrhaus und Kindergarten eine grundlegende Veränderung, die schon 2014 geplant worden war, aber erst 2020 begonnen werden konnte und 2022 abgeschlossen sein soll. Nach Plänen des Architekturbüros Sacker aus Freiburg wird die Kirche zu einem multifunktionalen Gemeindezentrum umgebaut, dem sich an Stelle des Kita-Flachbaus ein viergeschossiges Pflegeheim der Evangelischen Stadtmission anschließt. Diese als neue Grundstückseigentümerin muss ihr Pflegeheim in der Innenstadt aufgeben, da es nicht mehr den heutigen Standards entspricht und ein notwendiger Umbau wirtschaftlich nicht vertretbar wäre.

## Nachweise
1. ↑  Badische Zeitung, 16. Dezember 2019: Hans Sigmund, Geschichte der Veränderungen – Die Thomaskirche hat 60. Geburtstag
2. ↑  Badische Zeitung online vom 12. Dezember 2019

Koordinaten: 48° 1′ 12,3″ N, 7° 51′ 17,2″ O